# Hylenaea praecelsa
Hylenaea praecelsa är en benvedsväxtart som först beskrevs av John Miers, och fick sitt nu gällande namn av Albert Charles Smith. Hylenaea praecelsa ingår i släktet Hylenaea och familjen Celastraceae. Inga underarter finns listade.